# Prix André-Barré
Le prix André-Barré, de la fondation du même nom, est un ancien prix biennal de littérature, créé en 1954 par l'Académie française et « décerné à l’ouvrage le plus original par la pensée et le plus clair par le style. L'auteur devra être français et n'appartenir au clergé d'aucune religion ».

## Liste des lauréats
- 1958 : René Piacentini (1882-1968) pour Origines et évolution de l'hospitalisation, les Chanoinesses augustines de la Miséricorde de Jésus
- 1960 : 
  - Gérard Boutelleau (1911-1962) pour Les grandes illusions
  - Dr Pierre Merle pour L’Homme et la Verticale
- 1962 : Jean Perrin pour Portraits imaginaires
- 1964 : 
  - Vincent Détharé pour Images et pèlerinages littéraires
  - Maurice Testard pour l'ensemble de son œuvre
- 1966 : Christian Dedet pour La Fuite en Espagne
- 1970 : Charles Galtier pour S’il reste encore un pas
- 1972 : Nabile Farès pour Un passager de l’Occident
- 1976 : Henri Coulet pour Marivaux romancier. Essai sur l'esprit et le cœur dans les romans de Marivaux
- 1978 : Fernand Cathala pour Pratiques et réactions policières
- 1980 : Nicole Ciravegna pour Les Trois jours du Cavalier
- 1982 : Jean Métellus pour Jacmel au crépuscule
- 1984 : Geneviève Rossignol-Murat pour Naufragés sur un volcan